# سیمون استادلر
 سیمون استادلر (انگلیسی: Simon Stadler؛ زادهٔ ۲۰ ژوئیهٔ ۱۹۸۳) یک تنیس‌باز اهل آلمان است. 